# Son of a Gun (2014)
Son of a Gun ist ein australisch-britisch-kanadischer Spielfilm des Regisseurs Julius Avery aus dem Jahr 2014. In den Hauptrollen sind Brenton Thwaites und Ewan McGregor zu sehen.

## Handlung
Der 19-jährige JR muss für sechs Monate ins Gefängnis. Dort lernt er den Schwerverbrecher Brendan kennen, der ihn vor einer brutalen Gefängnisgang beschützt. Als Gegenleistung muss JR, als er wieder entlassen wird, Brendan beim Gefängnisausbruch helfen. Zu diesem Zweck nimmt er Kontakt zum Gangsterboss Sam auf, einem Freund von Brendan, der ihn mit einer Wohnung, Geld und Waffen ausstattet. Dabei lernt JR Tasha kennen, in die er sich verliebt.
Nachdem JR einen Hubschrauber entführt und damit Brendan aus dem Gefängnis befreit hat, werden die beiden von Sam für einen Raubüberfall auf eine Goldmine angeheuert, bei dem sie sechs Goldbarren im Wert von vier Millionen Dollar erbeuten. Sie übergeben das Gold an Sam, der es in Melbourne verkaufen will. Später bekommt JR von Tasha eine SMS, in der sie ihn warnt, dass Sam ihn und Brendan an die Polizei verraten hat. Daraufhin überfallen sie Sams Leute, als diese gerade die Barren an die Russenmafia übergeben wollen.
Nachdem Brendan Sam erschossen hat, kauft er ein Segelboot, um das Land zu verlassen. Auf dem Boot bedroht er JR mit einer Pistole und will ihn mit einem halben Goldbarren statt der Hälfte der Beute abspeisen. Allerdings hat JR diese Entwicklung vorhergesehen und deshalb gemeinsam mit Tasha die Goldbarren in Sicherheit gebracht. Er zwingt Brendan dazu, ihn gehen zu lassen und verspricht, ihm später mitzuteilen, wo Brendan seine Hälfte des Goldes finden kann.
Brendan wartet in einem Motel auf die Nachricht von JR, wird dort aber verhaftet und kommt wieder ins Gefängnis, wo er einen Brief von JR bekommt, in dem der ihm einen Hinweis auf das Goldversteck gibt und ihm ein Foto der schwangeren Tasha schickt.

## Hintergrund
Son of a Gun wurde in Australien in Fremantle, in Kalgoorlie-Boulder, in Perth und im Melbourner Stadtteil Collingwood gedreht. Der Film kam in Australien am 16. Oktober 2014 in die Kinos. In Deutschland erschien er am 14. April 2015 auf DVD und Blu-ray.
Auf dem London Film Festival 2014 wurde Son of a Gun in der Kategorie Bester Film nominiert.

## Synchronisation
Son of a Gun wurde von der TV+Synchron GmbH synchronisiert. Die Dialogregie führte Werner Böhnke, der auch das Dialogbuch schrieb.
| Darsteller       | Deutscher Sprecher | Rolle                 |
| ---------------- | ------------------ | --------------------- |
| Brenton Thwaites | Dirk Petrick       | Jesse Ryan „JR“ White |
| Ewan McGregor    | Philipp Moog       | Brendan Lynch         |
| Alicia Vikander  | Yvonne Greitzke    | Tasha                 |
| Jacek Koman      | Helmut Gauß        | Sam Lennox            |
| Matt Nable       | Gerrit Hamann      | Sterlo                |
| Eddie Baroo      | Felix Würgler      | Merv                  |
| Damon Herriman   | Steven Merting     | Wilson                |

## Rezeption
„Harter Gangster-Thriller, der zwar nicht ohne Gespür für das Genre ist, aber jedes denkbare Klischee zitiert. Reizvoll der gegen den Typ besetzte Ewan McGregor.“